# 吳麟瑞
吳麟瑞（16世紀—1644年），字在賢，號石袍、秋浦，浙江嘉興府海鹽縣人，軍籍，明朝政治人物。

## 生平
吳麟瑞萬曆四十六年（1618年）的舉人，四十七年（1619年）成進士，獲授常州府推官，上疏剔除白糧及織造的弊端；葉明生、馬道人煽動人民作亂，他擒拿其首領誅殺。之後他遷任南京禮部儀制司主事，歷官吏部考功司員外郎、稽勳司員外郎，升郎中，出為湖廣參議、兵備常鎮，再調江西參議。當時地方軍隊懈怠，吳麟瑞加以整頓，親自督守清理丹陽練湖淤塞、丈量田畝，官民安樂。不久改任江西副使、兵備九江，一上任就到羅明德祠謁拜，並與諸生講學。崇禎六年（1633年），龜峰渡風濤驟至，溺死者三十餘人，吳麟瑞惻然，捐建修築萬年橋，與太平橋相望。
升江西參政、兵備湖西後，移駐袁州府，因雙親去世辭官歸鄉；其後起用為廣東參政，再次調任江西參政，升江西按察使、江西右布政使。他若發現貪污的官吏，不論有無才幹必定罷黜，人民一致稱頌；十六年（1643年）升兵部右侍郎、右僉都御史、巡撫偏沅，北京失陷後回歸家鄉，十七年（1644年）冬季憤恨而去世。著有哀鴻、蟋蟀諸集。

## 家族
曾祖吴蕓。祖吴符文。父吴中任。弟吳麟徵，太常寺少卿，贈兵部右侍郎。
有子吳晉晝、吳謙牧。